# René Ferté
Pour les personnes ayant le même patronyme, voir Ferté.
René Tissot-Daguette dit René Ferté, né le 23 mars 1903 à La Chaux-de-Fonds (Suisse) et mort le 21 septembre 1958 à Rottach-Egern (Allemagne), est un acteur suisse ayant fait carrière en France.

## Filmographie
- 1923 : L'Auberge rouge de Jean Epstein
- 1926 : Mauprat de Jean Epstein
- 1927 : Six et demi onze de Jean Epstein
- 1927 : La Glace à trois faces de Jean Epstein
- 1929 : Trois Jeunes Filles nues de Robert Boudrioz
- 1929 : Parce que je t'aime de Hewitt Claypoole Grantham-Hayes
- 1929 : Sa tête de Jean Epstein
- 1930 : L'Escale de Jean Gourguet
- 1930 : La Revanche du maudit de René Leprince
- 1930 : Nos maîtres les domestiques de Hewitt Claypoole Grantham-Hayes
- 1931 : L'Affaire de la clinique Ossola de René Jayet
- 1931 : Passeport 13.444 de Léon Mathot
- 1931 : Le Train des suicidés d'Edmond T. Gréville
- 1931 : La Voie du bonheur de Léo Joannon
- 1931 : Monsieur cambriole de Maurice de Canonge
- 1933 : Le Testament du docteur Mabuse de Fritz Lang
- 1933 : La Roche aux mouettes de Georges Monca
- 1933 : Le Masque qui tombe de Mario Bonnard
- 1934 : Judex 34 de Maurice Champreux
- 1935 : L'École des vierges de Pierre Weill
- 1936 : Le Secret de l'émeraude de Maurice de Canonge
- 1936 : Prince des Six Jours de Robert Vernay
- 1936 : Le Train d'amour de Pierre Weill
- 1938 : Le Tigre du Bengale de Richard Eichberg
- 1938 : Le Tombeau hindou de Richard Eichberg
- 1939 : Vidocq de Jacques Daroy
- 1943 : Untel père et fils de Julien Duvivier